# Frederik Stang
Pour les articles homonymes, voir Stang.
Frederik Stang (4 mars 1808, Stokke - 8 juin 1884, Bærum) est un avocat, fonctionnaire et homme d'État qui est Premier ministre de Norvège de 1861 à 1880.

## Biographie
Stang entreprend des études de droit à 16 ans et décroche son diplôme en 1828 alors qu'il est âgé de 20 ans. En 1830 il obtient un emploi de maitre de conférences à l'université d'Oslo. Il publie à cette époque des textes remarqués sur le droit constitutionnel norvégien. Il pratique le droit devant les tribunaux à partir de 1834 où il se distingue en tant qu'avocat en particulier dans les cas relevant de la cour suprême.
En 1846 Stang devient le fonctionnaire le plus gradé du ministère des affaires intérieures où il travaille jusqu'en 1856. Il se dépense sans compter pour améliorer le réseau routier, les installations portuaires, les canaux et les phares ; il joue également un rôle moteur dans la construction de la première ligne de chemin de fer construite en Norvège entre Kristiana (ancien nom d'Oslo) et Eidsvoll, qui est la première ligne ferroviaire ouverte en Scandinavie. Il tente également d'améliorer le fonctionnement et les capacités de l'agriculture norvégienne par la création d'un établissement d'enseignement supérieur consacré à l'agriculture, la création d'une banque destinée à financer les investissements des exploitations agricoles et le versement de subventions à des agronomes chargés d'améliorer les pratiques culturales.
En 1861, après avoir occupé brièvement le poste de maire d'Oslo, Stang entre au cabinet du gouvernement norvégien. La Norvège est dirigée à l'époque avec la Suède par le roi de Suède qui gouverne l'ensemble sous le régime de l'Union personnelle. Jusqu'en 1873 le gouvernement de la Norvège est assuré par deux cabinets : l'un situé à Stockholm, l'autre dirigé par le vice-roi à Kristiana. Le poste de vice-roi étant resté vacant durant de nombreuses années, un poste de premier ministre est créé en Norvège et Stang est désigné pour cette fonction qu'il occupe de 1861 à 1880.
Dans son poste, Stang prône le libéralisme en matière économique tout en affirmant que l'État a un rôle majeur à jouer pour assurer la prospérité du peuple. Ses convictions sont que la volonté populaire qui s'exprime à travers le parlement doit être prise en compte mais qu'elle doit être réinterprétée par l'exécutif dont le rôle est de promouvoir les réformes et de tirer le pays vers l'avant. Dans cette optique il défend les droits constitutionnels du roi de Suède, en particulier son droit de veto, qui permet au pouvoir exécutif de rejeter les décisions du parlement norvégien. Durant toute sa carrière politique, il se heurte au parlement, pour qui le gouvernement défend en priorité les intérêts du roi, et aux représentants de la classe paysanne profondément hostiles aux interventions de l'État. Contrairement à la classe politique et aux intellectuels de son époque, il ne nourrit aucune nostalgie pour l'époque où la Norvège était rattachée au Danemark et ne sera jamais attiré par le scandinavisme très populaire  dans les années 1830 et 1840.
Il fonde en 1865 la Croix-Rouge norvégienne. En 1870 il est élu membre de l'Académie royale des sciences de Suède.
Il est enterré au cimetière de Notre-Sauveur (Oslo).

## Distinctions
- Grand-croix de l'ordre de Dannebrog

## Sources
- (en) Cet article est partiellement ou en totalité issu de l’article de Wikipédia en anglais intitulé « Frederik Stang » (voir la liste des auteurs).

- (de) Cet article est partiellement ou en totalité issu de l’article de Wikipédia en allemand intitulé « Frederik Stang » (voir la liste des auteurs).